# Trichomycterus venulosus
Trichomycterus venulosus es una especie de peces de la familia Trichomycteridae, en el orden de los Siluriformes.

## Morfología
Los machos pueden llegar a alcanzar los 12,5 cm (centímetros) de longitud total.

## Distribución geográfica
Se encuentra en los Andes de Colombia.

## Taxonomía
El nuevo examen del tipo nomenclatural del Trichomycterus venulosus, descrito en Páramo de Cruz Verde, Cordillera Oriental de Colombia y conservado en el Museo de Historia Natural de Viena, permitió evaluar su estatus taxonómico y demostró que esta especie nominal constituye un sinónimo más moderno de Eremophilus mutisii, y no representa un caso de extinción de una especie, como se aceptaba hasta entonces.